# Niški loptački podsavez
La Niški loptački podsavez (in cirillico Нишки лоптачки подсавез), fu la sottofederazione calcistica di Niš, una delle 15 in cui era diviso il sistema calcistico del Regno di Jugoslavia.. La dicitura della sottofederazione veniva abbreviata in NLP.
L'8 marzo 1931, al hotel "Ruski Car" di Niš, alla presenza del delegato e rappresentante della BLP Dušan Spasović, viene fondata la Niški loptački podsavez. Vi sono 40 delegati da 19 dei 24 club confluiti nella sottofederazione, ovvero quelli di Niš (prima ricadenti nella Moravska župa della sottofederazione di Belgrado), più quelli di Kruševac e di Leskovac, oltre a quelli di Zaječar, Negotin, Bor e Knjaževac. Quelli di Leskovac, prima ricadenti sotto la sottofederazione di Skopje, si sono uniti di propria volontà alla NLP. Dopo 4 giorni, il 12 marzo 1931, viene completata la costituzione dell'ufficio commerciale e penale e viene determinata l'istituzione della Kruševačka župa e della Leskovačka župa per il 29 marzo dello stesso anno.
I presidenti della NLP furono Bogoljub Petrović (1931–1933), Vasa Bukva (1933–1934), Agor Agorić (1934–1936), Vlada Zamfirović (1936–1940) e Đura Spasić (1940–1941).

## Albo d'oro

### Moravska župa
Fino al 1931, i club di questa zona ricadevano sotto la giurisdizione della sottofederazione di Belgrado. I club vincitori della Moravska župa (parrocchia della Serbia Moravica) disputavano gli spareggi con le altre parrocchie della BLP per il titolo di "campione provinciale".
| Stagione | Vincitore        | Classifiche |
| -------- | ---------------- | --- |
| 1921-22  | ???              | Partecipanti:Građanski Leskovac, Sloga Vranje, Sinđelić Niš, Jug Bogdan Prokuplje, Jugović Leskovac, Vitez Vranje Sloga Leskovac e Jedinstvo Vranje ritirate |
| 1922-23  | ???              | ??? |
| 1923-24  | Sinđelić Niš     | Finale autunno: Sinđelić Niš–Momčilo Leskovac 6–0 Finale primavera: Sinđelić Niš–Pobeda Niš 4–0                                                              |
| 1924-25  | Momčilo Leskovac | Finale: Momčilo Leskovac–Omladinac Pirot 1–0 |
| 1925-26  | Momčilo Leskovac | Momčilo Leskovac 16, Pobeda Niš 12, Jug Bogdan Prokuplje 10, Sinđelić Niš 8, Josif Leskovac 6, Omladinac Pirot 2 Car Lazar Kruševac ritirato                 |
| 1926-27  | Momčilo Leskovac | Momčilo Leskovac 21, Car Lazar Kruševac 19, Josif Leskovac 19, Radnički Niš 17, Pobeda Niš 6, Sinđelić Niš 6, RSK Sloboda Leskovac 4, Jug Bogdan Prokuplje 0 |
| 1927-28  | Radnički Niš     | Radnički Niš 9, Josif Leskovac 7, Momčilo Leskovac 7, Jug Bogdan Prokuplje 7, Sinđelić Niš 5, Pobeda Niš 5, RSK Sloboda Leskovac 2                           |
| 1928-29  | Građanski Niš    | Građanski Niš 28, Pobeda Niš 22, Jugoslavija Niš 16, Sinđelić Niš 15, Jedinstvo Prokuplje 12, Jug Bogdan Prokuplje 11, Timok 6, Konkordija Knjaževac 2       |
| 1929-30  | Pobeda Niš       | Pobeda Niš 24, Građanski Niš 19, Sinđelić Niš 18, Železničar Niš 16, Jugoslavija Niš 15, Grafičar Niš 14, Čegar Niš 3, Trgovački Pomoćnik Niš 3              |
| 1930-31  | ???              | ??? |

### NLP indipendente
Con la separazione dalla BLP, i vincitori della Niški podsavez accedevano agli spareggi al campionato nazionale.
| Stagione | Vincitore          | Classifiche                                 | Classifiche |
| -------- | ------------------ | ------------------------------------------- | --- |
| 1930-31  | Građanski Niš      | 1. razred                                   | Građanski Niš 16, Sinđelić Niš 15, Pobeda 12, Železničar Niš 10, Jugoslavija 5, Grafičar 4                                                                                             |
| 1931-32  | Sinđelić Niš       | 1. razred                                   | Građanski Niš 11, Sinđelić Niš 10, Pobeda 9, Jugoslavija 5, Železničar Niš 5 |
| 1931-32  | Sinđelić Niš       | Finalissima                                 | Sinđelić Niš – Građanski Niš 1–0 |
| 1932-33  | Car Lazar Kruševac | 1. razred                                   | Građanski Niš 15, Pobeda 14, Sinđelić Niš 14, Železničar Niš 10, Jugoslavija 7, Omladinac 0                                                                                            |
| 1932-33  | Car Lazar Kruševac | Finalissima                                 | Car Lazar Kruševac – Građanski Niš 5–3 e 1–1 |
| 1933-34  | Građanski Niš      | 1. razred                                   | Građanski Niš 17, Pobeda 14, Železničar Niš 11, Sinđelić Niš 10, Jugoslavija 8, Gajret 0                                                                                               |
| 1933-34  | Građanski Niš      | Finalissima                                 | Obilić Kruševac – Građanski Niš 3–2 e 1–3 |
| 1934-35  | Građanski Niš      | 1. razred                                   | Građanski Niš 14, Jugoslavija 14, Železničar Niš 11, Pobeda 8, Sinđelić Niš 8, Car Konstantin 5                                                                                        |
| 1934-35  | Građanski Niš      | Finalissima                                 | Josif Leskovac – Građanski Niš 3–1 e 0–3 |
| 1935-36  | Građanski Niš      | Podsavezna liga                             | Građanski Niš 15, Momčilo Leskovac 11, Jugoslavija Niš 9, Obilić Kruševac 9, Timok 9, Omladinac Pirot 8                                                                                |
| 1936-37  | Obilić Kruševac    | Podsavezna liga                             | Obilić Kruševac 14, Građanski Niš 13, Vlasina 11, Jugoslavija Niš 11, Momčilo Leskovac 6, Timok 5                                                                                      |
| 1937-38  | Železničar Niš     | Podsavezna liga                             | Železničar Niš 28, Obilić Kruševac 28, Pobeda Niš 24, Građanski Niš 20, Sinđelić Niš 20, Vlasina 16, Car Lazar Kruševac 15, Momčilo Leskovac 13, Omladinac Pirot 11, Jugoslavija Niš 3 |
| 1938-39  | Car Lazar Kruševac | Podsavezna liga                             | Car Lazar Kruševac 15, Pobeda Niš 13, Građanski Niš 11, Momčilo Leskovac 10, Jedinstvo Zaječar 9, Omlaninac Pirot 2                                                                    |
| 1939-40  | Železničar Niš     | Podsavezna liga                             | Železničar Niš 19, Sinđelić Niš 14, Josif Leskovac 13, Jedinstvo Zaječar 8, Obilić Kruševac 6, Omladinac Pirot 0                                                                       |
| 1940-41  | —                  | Campionato interrotto a causa della guerra. | Campionato interrotto a causa della guerra. |